# Aega angustata
Aega angustata là một loài chân đều trong họ Aegidae. Loài này được Whitelegge miêu tả khoa học năm 1901.